# فوبوليام إناما
فوبوليام إناما (مواليد 25 يوليو 1959) هو ملاكم من جمهورية الكونغو الديمقراطية، مثّل بلاده في الألعاب الأولمبية الصيفية 1984.

## روابط خارجية
فوبوليام إناما على موقع أوليمبيديا (الإنجليزية)